# John Chichester (Politiker, 1598)

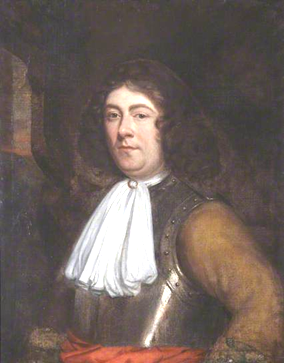
John Chichester, nach einem um 1650 entstandenen Gemälde

Sir John Chichester (* 6. Dezember 1598; † 24. September 1669) war ein englischer Politiker.

## Herkunft
John Chichester entstammte einer Seitenlinie der Familie Chichester, einer alten Familie der Gentry von Devon. Er war der älteste Sohn von John Chichester und von dessen Frau Anne Bassett. Sein Vater war ein Landadliger, dessen Hauptsitz das Gut Hall bei Bishop’s Tawton war. Ab 1614 studierte Chichester in Oxford, wo er 1617 am Exeter College einen Abschluss als Bachelor machte. Anschließend studierte er am Temple Inn in London. Nach dem Tod seines Vaters war er bereits im Februar 1608 Erbe von dessen Besitzungen geworden. Zu diesen gehörten zwei Güter sowie Teile von sieben weiteren Gütern in Devon und Cornwall mit insgesamt über 1000 ha Landbesitz. Allerdings blieben etwa zwei Fünftel des Besitzes als Wittum im Besitz von seiner Großmutter und seiner Mutter Anne, die erst 1664 starb. Seine Mutter hatte im November 1608 seine Vormundschaft von der Krone erworben.

## Politische Tätigkeit

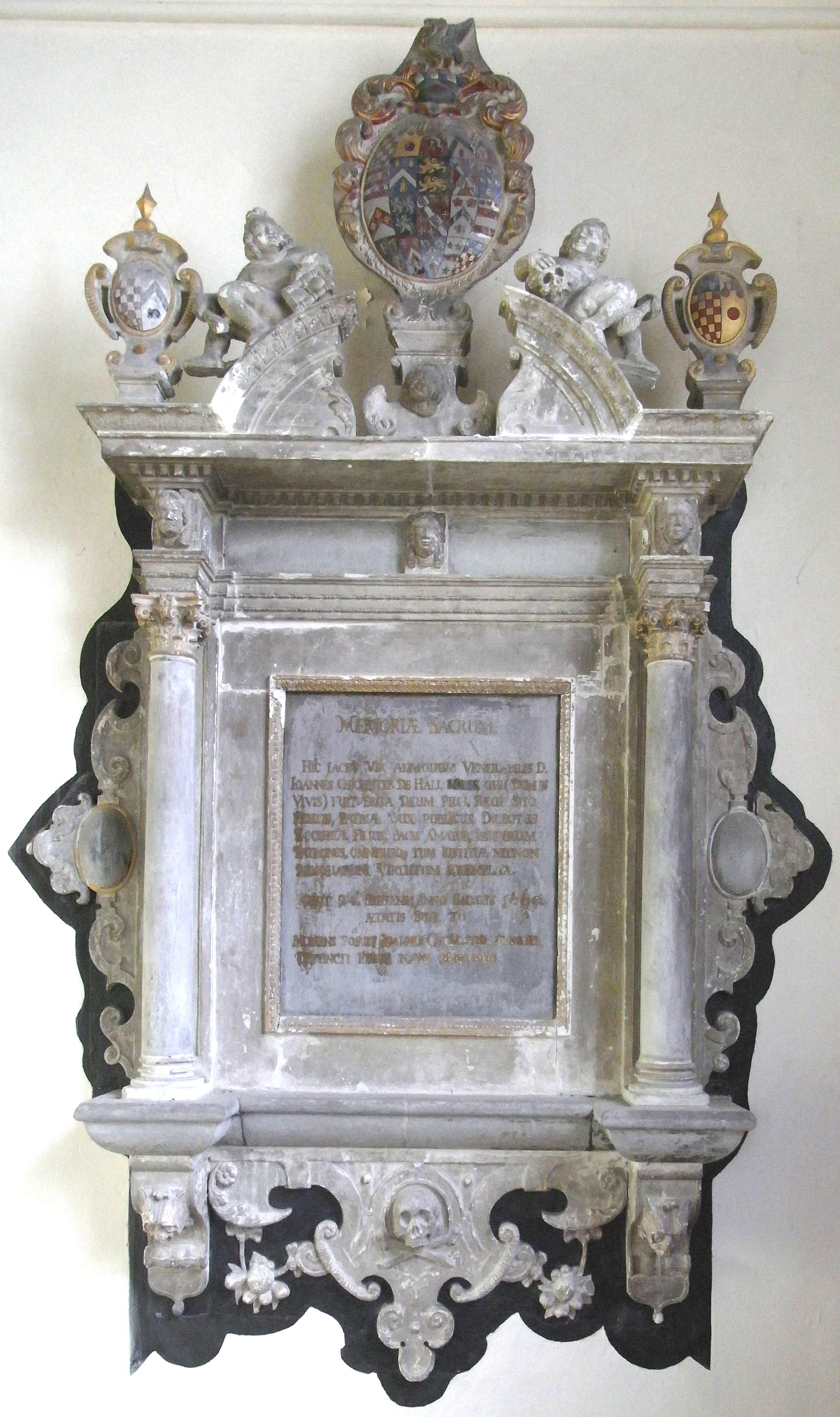
Grabdenkmal von John Chichester in der Kirche von Bishop’s Tawton

Durch seine erste Ehe mit einer Tochter von Sir William Strode kam Chichester in Kontakt mit George Chudleigh, der eine weitere Tochter von Strode geheiratet hatte. Dessen Schwager Sir Reginald Mohun hatte erheblichen politischen Einfluss auf das Borough Lostwithiel, worauf Chichester bei der Unterhauswahl von 1624 als Abgeordneter für das Borough gewählt wurde. Über seine Tätigkeit im House of Commons ist jedoch kaum etwas bekannt, und er war nachweislich in nur einem Ausschuss tätig. Bei der nächsten Unterhauswahl im April 1625 kandidierte er nicht erneut. Am 16. September 1625 wurde er in Plymouth zum Ritter geschlagen, doch ob er während des Kriegs mit Spanien an der Expedition gegen Cádiz teilgenommen hat, die im Oktober von Plymouth aus aufbrach, ist unbekannt. 1628 wurde er Friedensrichter für Devon, dazu übernahm er verschiedene weitere lokale Ämter. Als es 1640 zum englischen Bürgerkrieg kam, unterstützte Chichester die Partei von König Karl I. Er unterstützte den König 1639 mit £ 20 und stellte 1640 und 1642 in Devon Aufgebote auf. Sein Schwager George Chudleigh war dagegen ein überzeugter Unterstützer des Parlaments. Zu Beginn und im Juni 1643 waren Chichester und Chudleigh an Verhandlungen über einen lokalen Waffenstillstand in Devon beteiligt. Anscheinend haben sich danach beide von weiteren Kampfhandlungen zurückgezogen. Das siegreiche Parlament verurteilte Chichester 1647 zu einer Strafzahlung von £ 2000, doch ob diese eingetrieben oder ob seine Besitzungen beschlagnahmt wurden, ist nicht bekannt. Nach der Stuart-Restauration wurde er 1660 wieder zum Friedensrichter und dazu zum Lord Lieutenant von Devon ernannt.

## Familie und Erbe
Chichester war dreimal verheiratet. In erster Ehe hatte er um 1619 Ursula Strode geheiratet, eine Tochter von Sir William Strode aus Newnham bei Plympton St Mary. Mit ihr hatte er sechs Söhne. Nach dem Tod seiner ersten Frau im Juli 1635 heiratete er am 24. November 1635 in zweiter Ehe Elizabeth Pollard, eine Tochter von Sir Lewis Pollard of King’s Nympton in Devon. Mit ihr hatte er einen Sohn und zwei Töchter. Nach ihrem Tod im Juli 1661 heiratete er in dritter Ehe Susanna († nach 1695), die Witwe von Alexander Rolle aus Tawstock. Sie war eine Tochter von William Stevens aus Great Torrington. Mit ihr hatte er eine Tochter.
Chichester wurde in Bishop’s Tawton beigesetzt, wo in der Kirche St John the Baptist ein Grabdenkmal an ihn erinnert. Sein Erbe wurde sein ältester überlebender Sohn John Chichester (1626–1684), nach dessen kinderlosen Tod erbte sein Sohn Francis Chichester (1628–1698) die Besitzungen. Als auch dieser kinderlos starb, erbte Arthur Chichester (1670–1737/8), ein entfernter Cousin, den Besitz.